# Форхгайм
Форхгайм (нім. Forchheim) — місто в Німеччині, розташоване в землі Баварія. Підпорядковується адміністративному округу Верхня Франконія. Адміністративний центр району Форхгайм.
Площа — 44,95 км2. Населення становить 32 374 ос. (станом на 31 грудня 2020).

## Галерея

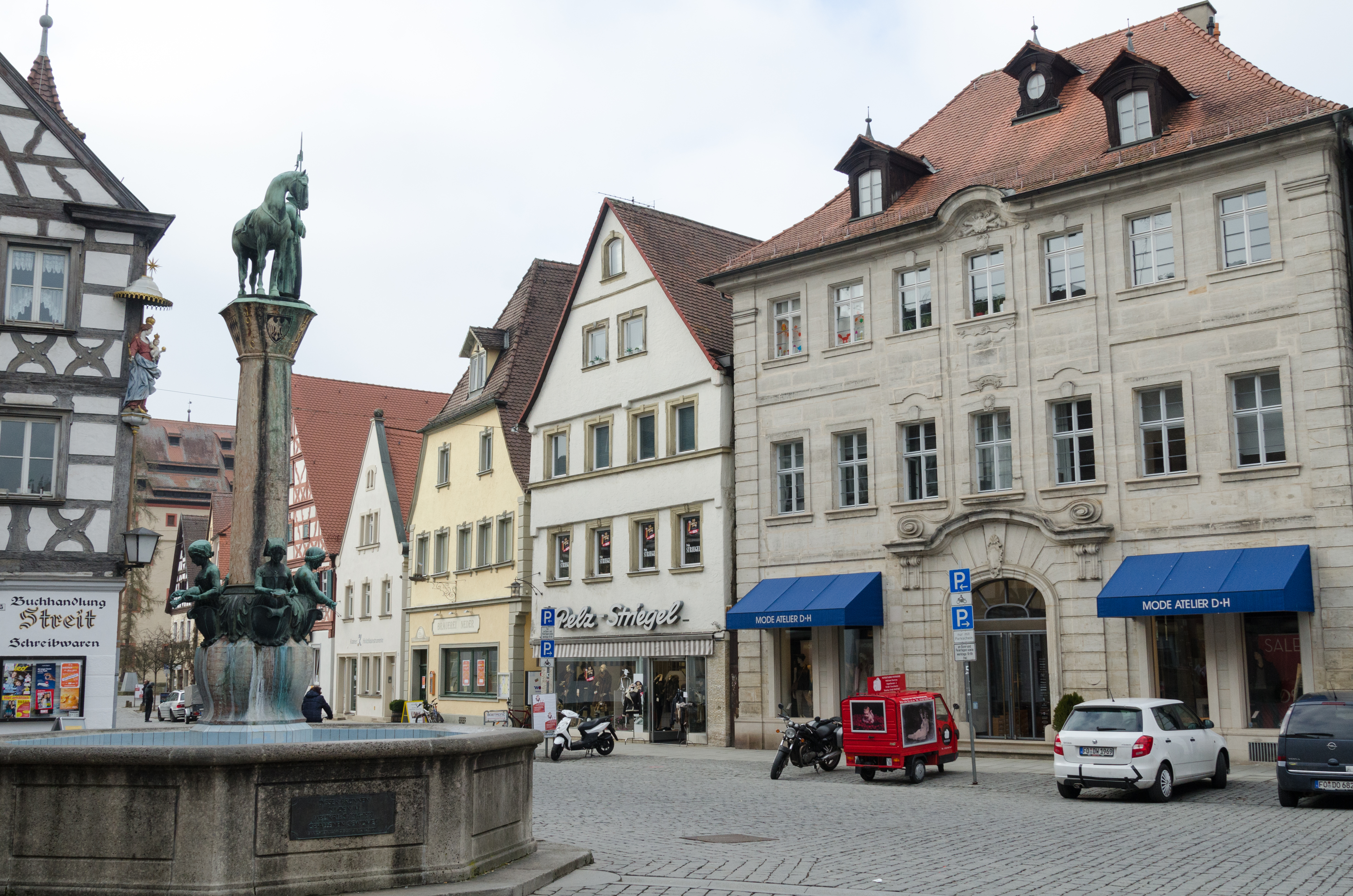
Центр міста
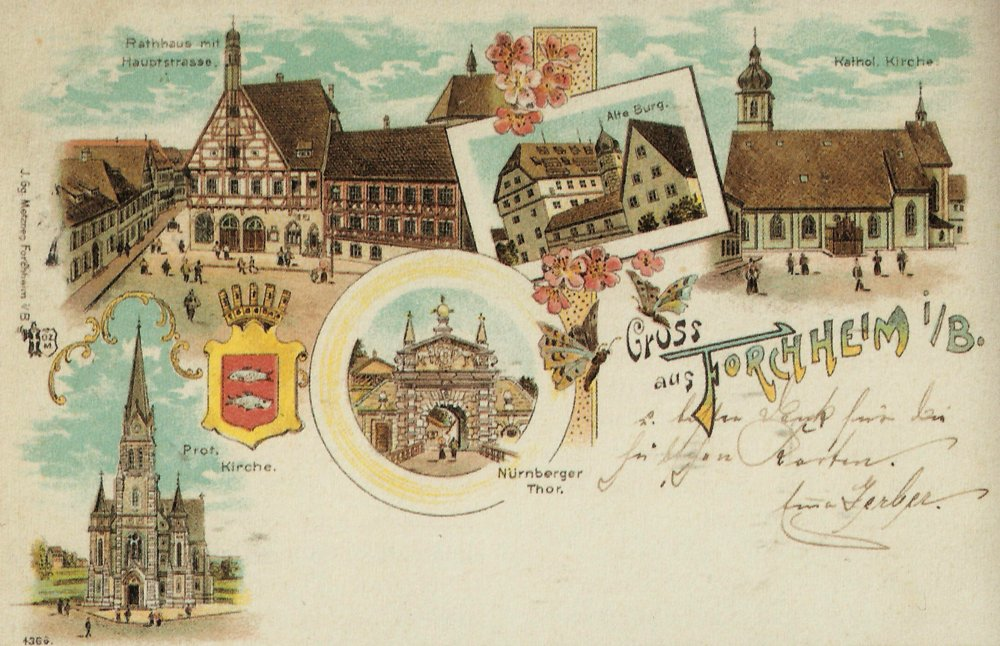
Поштова листівка, приблизно 1900-й рік
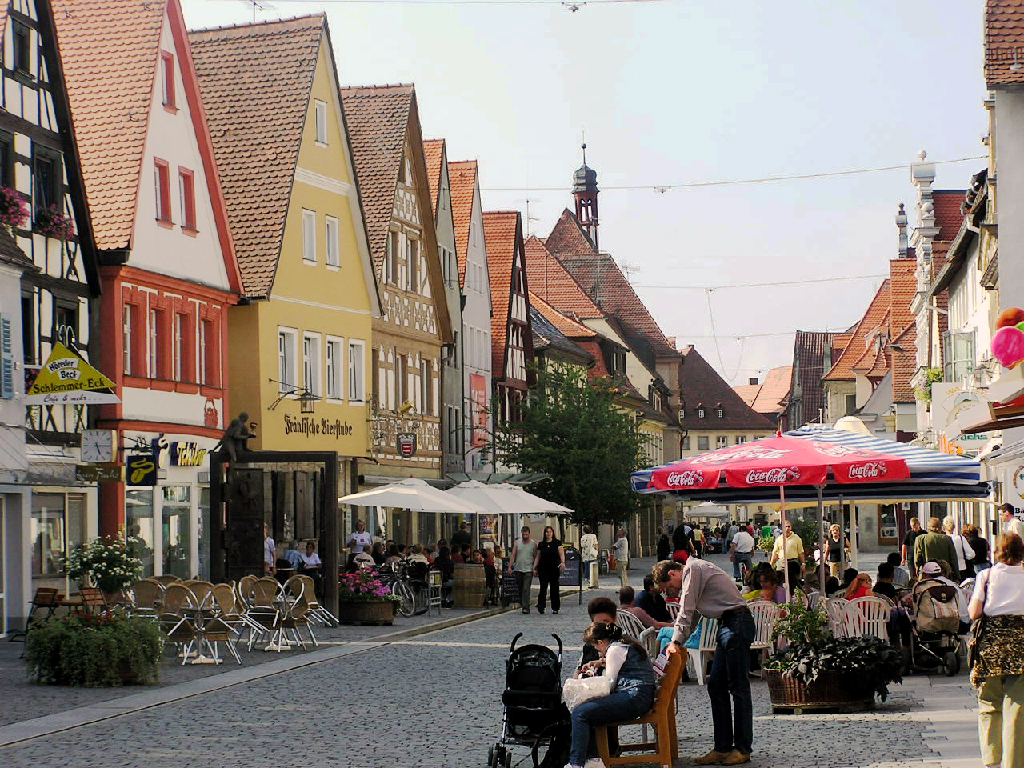
Головна пішоходна вулиця
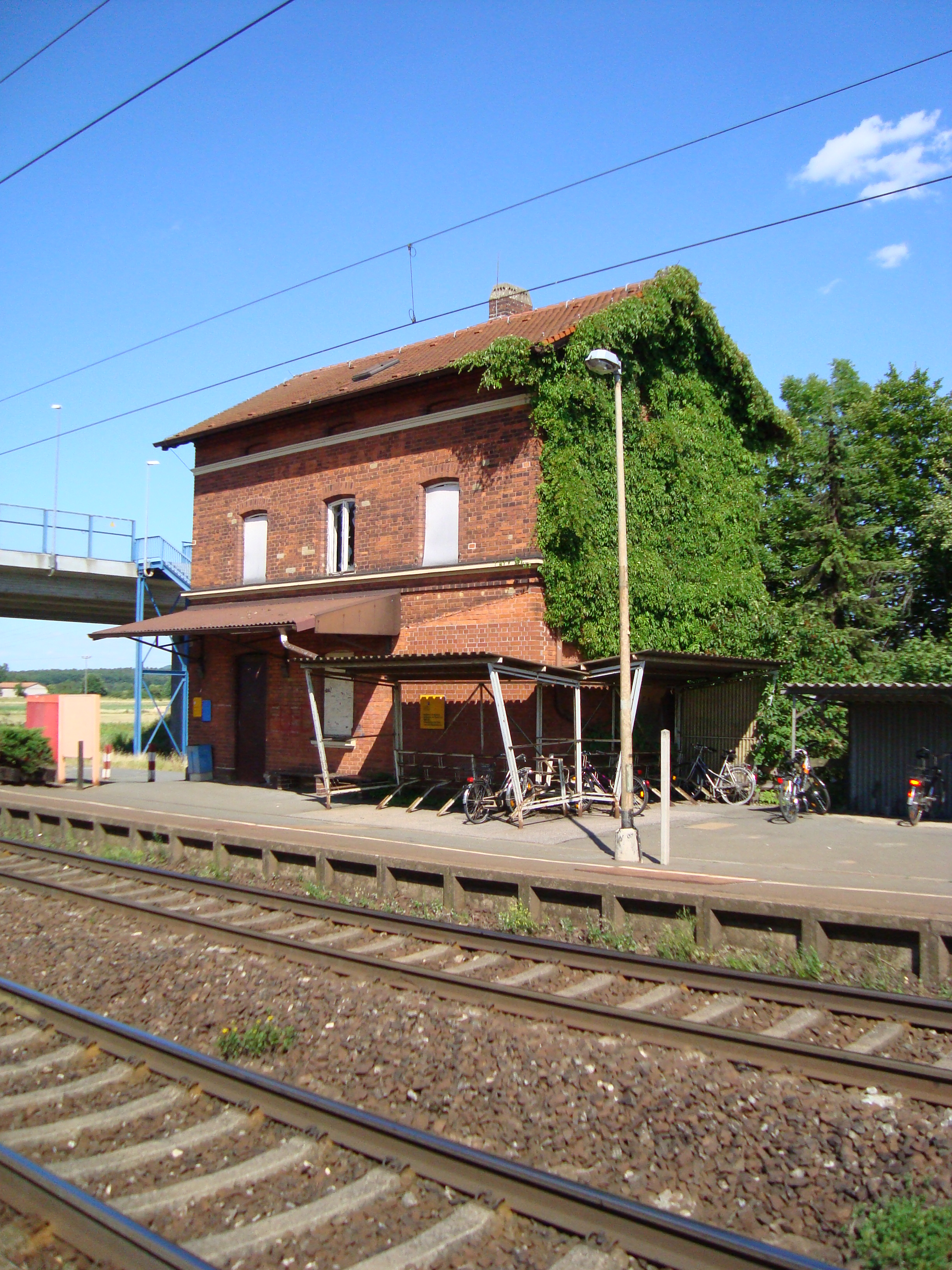
Залізнична станція у районі Керсбах
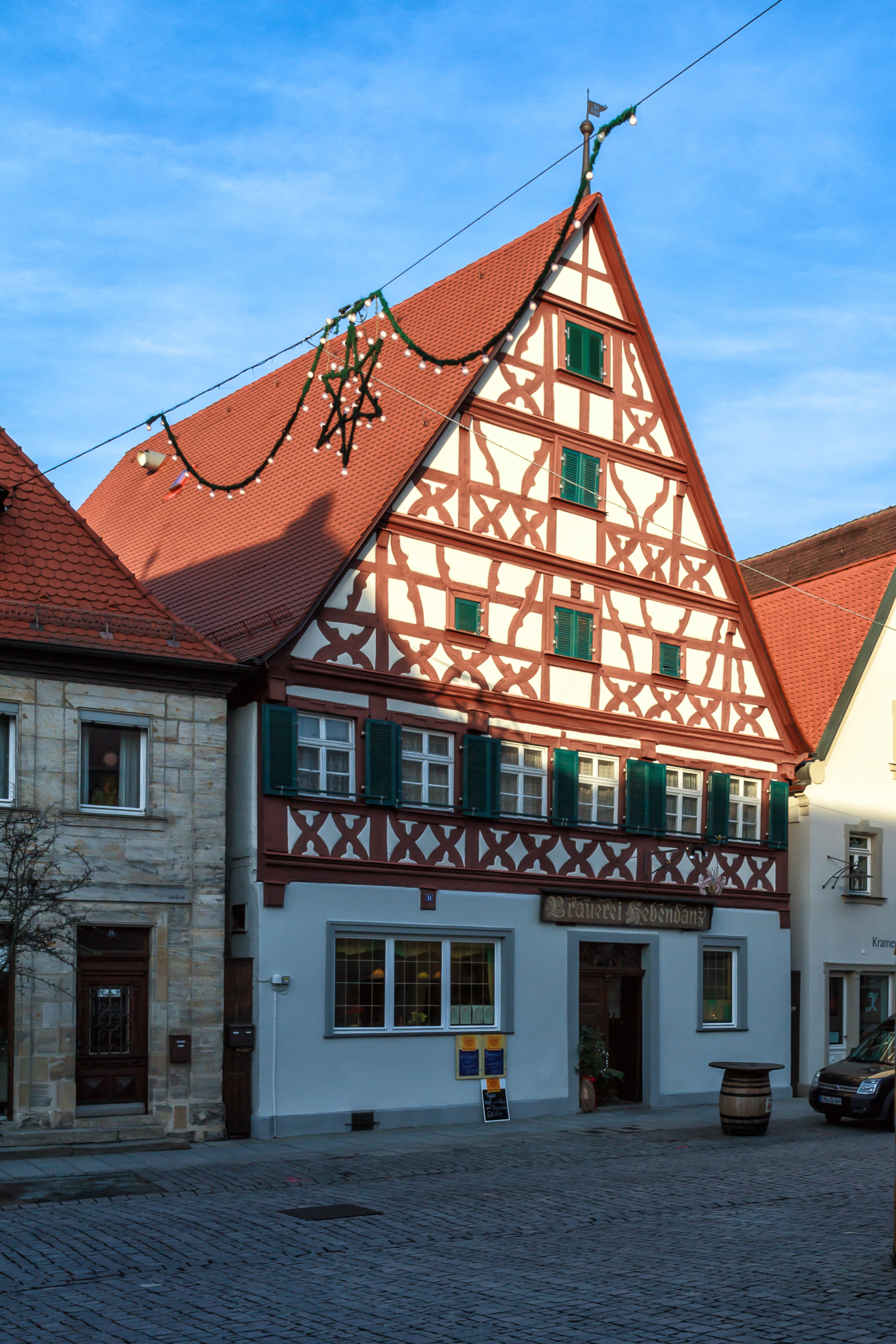
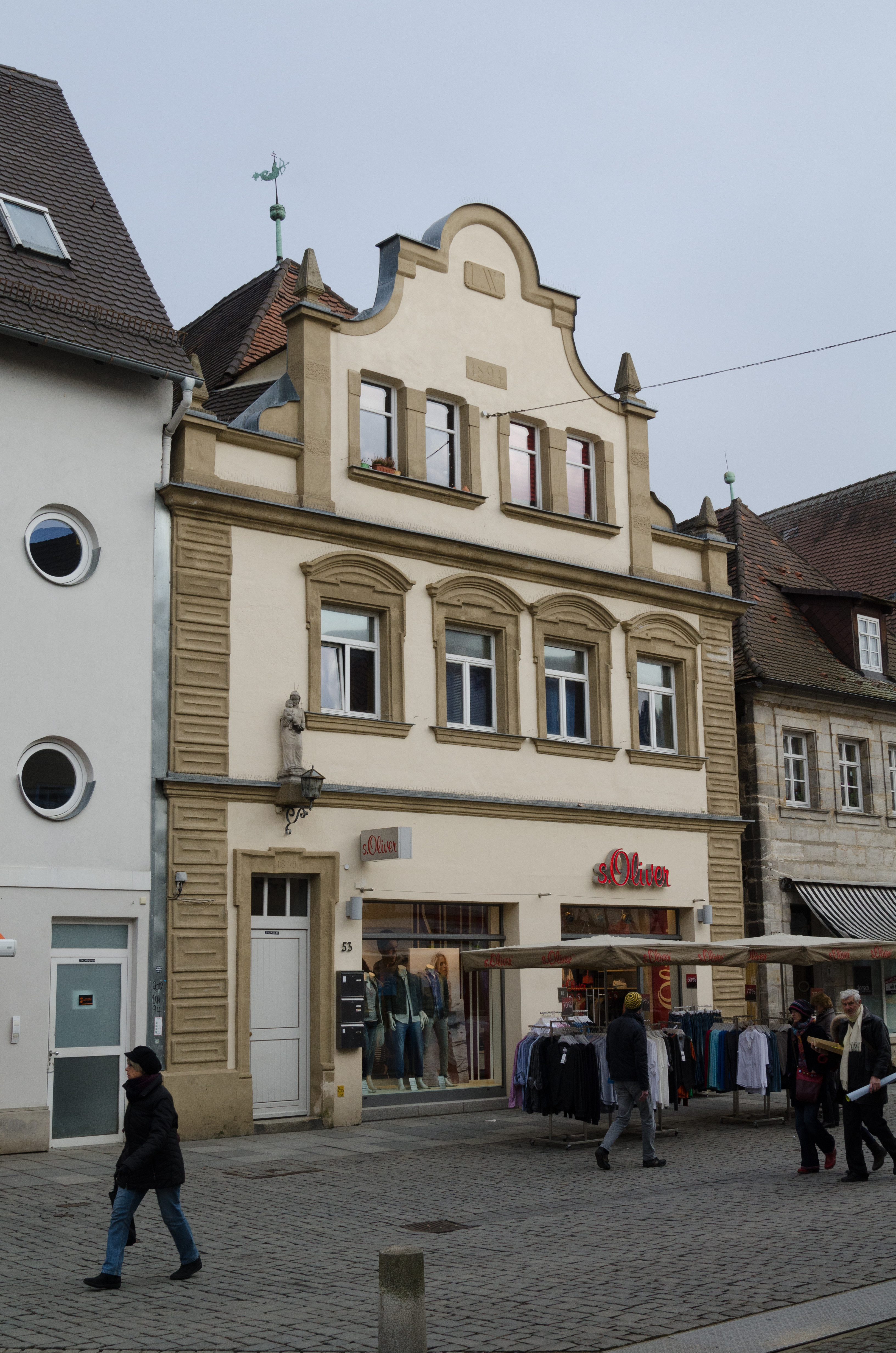
Будинок на головній вулиці